# Robert Minard Garrels
Robert Minard Garrels (* 24. August 1916 in Detroit, Michigan; † 8. März 1988 in Saint Petersburg, Florida) war ein US-amerikanischer Geochemiker. Garrels wendete Daten und Methoden der experimentellen physikalische Chemie auf Probleme der Geologie und Geochemie an. Sein Buch Solutions, Minerals, and Equilibria, das er 1965 zusammen mit Charles L. Christ herausbrachte, revolutionierte die Geochemie wässriger Lösungen.

## Wissenschaftliche Laufbahn
Garrels legte 1937 seinen B.A. in Geologie an der University of Michigan ab. 1939 schloss er sein Studium an der Northwestern University mit einem M.S. ab, seine Abschlussarbeit von 1938 behandelte Eisenerze in Newfoundland. Seinen Ph.D. erhielt er 1941 bei Charles Henry Behre mit einer Arbeit über Laborstudien an komplexen Verbindungen von Blei und Chlorid-Ionen in wässriger Lösung (Factors influencing deposition of galena and sphalerite in the Mississippi type lead-zinc deposits).
Garrels arbeitete während des Zweiten Weltkriegs für den United States Geological Survey (USGS) und kehrte danach an die Northwestern University zurück, um dort bis 1952 zu lehren. 1952 veröffentlichte er den wissenschaftlichen Aufsatz Origin and Classification of Chemical Sediments in Terms of pH and Oxidation-Reduction Potentials mit William C. Krumbein. Der Aufsatz wurde eine klassische Studie sedimentärer Gesteine vom Standpunkt der physikalischen Chemie, der zusammen mit den nachfolgend veröffentlichten Aufsätzen die sedimentäre Geochemie und die der wässrigen Lösungen revolutionierte.
Nachdem er einige Zeit erneut für den USGS gearbeitet hatte, nahm er seine akademische Laufbahn wieder auf und ging 1955 nach Harvard, wo er 1957 eine volle Professorenstelle erhielt. Seine Arbeit wie auch das von ihm geleitete Labor brachten viele klassische Arbeiten hervor. Neben dem Werk Solutions, Minerals, and Equilibria publizierten er und seine Kollegen folgende klassische Studien:
- Oxidation of Pyrite by Iron Sulfate Solutions
- Stability of Some Carbonates at 25 °C and One Atmosphere Total Pressure
- Control of Carbonate Solubility by Carbonate Complexes
- A Chemical Model for Sea Water at 25 °C and One Atmosphere Total Pressure

Garrels kehrte 1965 an die Northwestern University zurück und führte einflussreiche Studien über die Pufferung von Seewasser durch Silikat und Karbonat durch, außerdem über die Entstehung von Grundwasser und die theoretische Behandlung von nicht umkehrbaren Reaktionen in geochemischen Prozessen.
1969 wechselte er zur Scripps Institution of Oceanography und später an die University of Hawaii. In dieser Zeit untersuchte er die thermodynamischen Eigenschaften von Silikatmineralen und veröffentlichte 1974 Cycling of Carbon, Sulfur, and Oxygen through Geologic Time zusammen mit Ed Perry.
1974 kehrte er an die Northwestern University zurück und publizierte zusammen mit Abraham Lerman und Fred MacKenzie wichtige Untersuchungen über die Isotopenzusammensetzung von Schwefel und Kohlenstoff in phanerozoischen Gesteinen.
1979 ging er an die University of South Florida, dort veröffentlichte er 1983 das Buch The Carbonate-Silicate Geochemical Cycle and Its Effect on Atmospheric Carbon Dioxide over the Past 100 Million Years. Obwohl er gegen seine Krebserkrankung kämpfte, arbeitete er weiter: 1986 veröffentlichte er das Werk Modeling Atmospheric 02 in the Global Sedimentary Redox Cycle und 1987 A Model for the Deposition of the Microbanded Precambrian Iron Formations.

## Preise und Ehrungen
Garrels empfing zahlreiche Preise und Ehrungen, unter anderem:
- Wahl in die American Academy of Arts and Sciences (1957)
- Wahl in die National Academy of Sciences (1962)
- Wahl zum Präsidenten der Geochemical Society (1962)
- Arthur L. Day Medal der Geological Society of America (1966)
- V. M. Goldschmidt Award der Geochemical Society (1973)
- Penrose-Medaille der Geological Society of America (1978)
- Wollaston-Medaille der Geological Society of London (1981)
- Roebling Medal der Mineralogical Society of America (1981)

## Werke (Auswahl)
- 1951: A Textbook of Geology. Harper’s Geoscience Series
- 1956: Behavior of Colorado Plateau uranium minerals during oxidation (Trace elements investigations report). United States Geological Survey
- 1960: Mineral Equilibria at Low Temperature and Pressure. Harper
- 1965: Solutions, Minerals, and Equilibria. 2. Auflage Freeman Cooper Co., 1982. Revidierte Ausgabe 1990: ISBN 0-86720-148-7 (mit Charles L. Christ)
- Evolution of Sedimentary Rocks. Norton, 1971, ISBN 0-393-09959-8 (mit Fred Mackenzie)
- Water the Web of Life. Norton 1972, ISBN 0-393-09407-3 (mit Cynthia Garrels)
- Chemical cycles and the global environment: Assessing human influences. W. Kaufmann 1975, ISBN 0-913232-29-7 (mit Cynthia Garrels und F. T. Mackenzie)
- Thermodynamic Values at Low Temperature for Natural Inorganic Materials: An Uncritical Summary. Oxford University Press, 1986, ISBN 0-19-504888-1 (mit Terri L. Woods)